# NGC 1557
NGC 1557 is een groep sterren in het sterrenbeeld Kleine Waterslang. Het hemelobject werd op 24 november 1834 ontdekt door de Britse astronoom John Herschel.

## Synoniemen
- ESO 55-**15